# The Unguided
The Unguided — музыкальная группа из Фалькенберга (Швеция), играющая в стиле мелодичный дэт-метал. Группа была создана Ричардом Шуннессоном после того, как он покинул Sonic Syndicate. Позднее к нему присоединились вокалист Роланд Юханссон и (чуть позднее) гитарист Роджер Шуннессон (оба бывшие участники Sonic Syndicate). Впоследствии в группу вступили барабанщик Джон Бенгтссон и басист Генрик Лийесанд (так же играет в Cipher System). Джон Бенгтссон покинул коллектив в начале 2012, тогда же The Unguided нашли своего нынешнего ударника, Ричарда Шилля. В декабре 2016 группа заявила об уходе Роланда Юханссона (чистый вокал/гитара). Его место занял Джонатан Торпенберг, ранее участвовавший в концертных турах The Unguided.

## История

### Создание (2009—2010)
До создания группы её основной состав играл в шведской метал-группе Sonic Syndicate. Вокалист Роланд Юханссон покинул группу по причине слишком большого количества концертных туров. В октябре 2010 было объявлено о том, что Ричард Шуннессон берёт паузу в середине тура We Rule the Night, чтобы провести это время со своей семьёй. Спустя несколько дней Ричард заявил, что его уход окончательный, и что, прежде всего он связан с разными взглядами на создание музыки. Он продолжил музыкальное творчество, создав новый коллектив с Роландом Юханссоном и Роджером Шуннессоном.

### Nightmareland (2010—2011)

Логотип группы

22 декабря 2010 года Ричард написал в своём блоге, что в январе группа выпустит 2 новые песни. 9 ноября 2011 года опубликовала обложку и объявила название грядущего EP Nightmareland. Автором обложки был Куанг Хонг. Дизайном буклета занимался Густаво Сасэс, он же рисовал обложку для EP Burn This City группы Sonic Syndicate. Альтернативная обложка для последующего перевыпуска EP была нарисована Хосе Арангуреном, автором обложки Eden Fire группы Sonic Syndicate. В тот же день было объявлено, что выход Nightmareland отложен до февраля в связи с тем, что группа перезаписывает материал в профессиональной студии, а не в домашней студии Ричарда. 18 января 2011 года были объявлены названия двух новых песен: Green Eyed Demon и Pathfinder. В тот же день было объявлено, что запись проходила в студии The Abyss studio, в которой в своё время были записаны Only Inhuman, Love and Other Disasters и Burn This City группы Sonic Syndicate в Парлби, Лудвика. Продюсером стал Юнас Чельгрен, ранее работавший с Sonic Syndicate.
6 февраля группа объявила, что их первое выступление пройдёт как часть фестиваля Getaway Rock Festival 2011. Ричард так же добавил, что он присоединился к шведской метал-группе Faithful Darkness.
16 февраля на своём YouTube канале группа опубликовала превью двух песен из грядущего EP. 18 февраля было объявлено, что запись и пост-обработка закончены. Было добавлено, что группа подписала договор со шведским лейблом Despotz Records, под которым и будет выпущен Nightmareland. Группа пообещала перезаписать старые демозаписи, созданные ещё во времена Fallen Angels, до смены названия на Sonic Syndicate.
1 апреля состоялся выход Nightmareland. В тот же день песня Pathfinder была запущена на шведской радио-станции Bandit Rock.

### Hell Frost (2011—2012)
28 апреля 2011 года группа заявила о том, что началось предпроизводство их дебютного альбома. Так же было сказано, что Юнас Чельгрен по-прежнему будет продюсировать работу группы, и что был подписан контракт с Despotz Records на выпуск и распространение альбома. 6 июня было объявлено, что второе выступление The Unguided состоится 26 июля на ежегодном фестивале Grand Rock в родном городе группы — Фалькенберге, Швеция.
Ричард намекнул фанатам, что 16 июня их ждёт сюрприз. 16 июня без всяких анонсов The Unguided выпустили свой дебютный сингл Betrayer of the Code. Песня Betrayer of the Code была написана Роджером и Ричардом, когда они ещё играли в Fallen Angels. Обложка сингла была нарисована Хосе Арангуреном, который в своё время рисовал обложку для альбома Eden Fire и альтернативную обложку Nightmareland. Хотя запись материала для дебютного альбома уже была в процессе, официальная группа подтвердила это только в момент выхода сингла 16 июня.
25 июня 2011 года Ричард объявил, что The Unguided не смогут исполнить ни одной песни, написанной в составе группы Sonic Syndicate. Это было связано с тем, что когда Роланд покинул коллектив, согласно существующему на тот момент контракту, все права на созданный материал отчуждались в пользу Sonic Syndicate, даже исполнение песен на концертах. Для того, чтобы The Unguided могли исполнять во время живых выступлений песни, написанные по сути ими же, каждый член Sonic Syndicate (за исключением нового вокалиста Нэйтана Джеймса Биггса) должны были подписать договор, дающий на это разрешение. Робин Шуннессон, брат Ричарда и Роджера был единственным в Sonic Syndicate, кто отказался подписать договор, тем самым лишив The Unguided прав на их прошлые творения.

Ричард Шуннессон высказался о ситуации в своём блоге:
«Я знаю, что это станет разочарованием для всех, кто мечтал услышать песни Sonic Syndicate в оригинальном вокальном исполнении, но мы не в силах ничего поделать, пока у нас не будет одной последней подписи. И все же мы не считаем этот факт слишком уж большой проблемой. Мы смотрим на ситуацию с точки зрения невероятного стимула немедленно погрузиться в создание нового материала, закончить его и представить вам. Имейте в виду, мы больше НЕ Sonic Syndicate, теперь мы The Unguided со всеми вытекающими. Грядущие наши выступления будут состоять только из нового материала.»
3 октября была опубликована обложка альбома Hell Frost. Её автором был Куанг Хонг, работавший над обложкой Nightmareland. Густаво Сасэс все так же занимался дизайном буклета. В тот же день Despotz Records объявили об окончании записи альбома и сообщили дату выхода — 30 ноября 2011 года.
8 октября Ричард объявил, что кавер, о котором упоминалось ранее в его блоге, будет на песню Tankens Mirakel шведского EBM дуэта Spark!. Песня была переведена на английский язык и должна была войти в состав альбома в качестве эксклюзивного бонус-трека для сервиса JakeBox под названием The Miracle of Mind. 11 октября песня Inherit the Earth дебютировала на шведской радиостанции Bandit Rock спустя день после того, как в эфир было пущено превью.
25 октября было объявлено, что Inherit the Earth будет первым синглом, хотя изначально таким планировался быть Phoenix Down. Inherit the Earth вышел 26 октября, автором обложки был Хосе Арангурен.
30 ноября 2011 состоялся выход альбома Hell Frost.
13 января 2012 года группа выпустила второй сингл Phoenix Down и музыкальный клип, режиссёром которого был Патрик Уллаус, уже имевший опыт работы с каждым из членов The Unguided. Сингл содержал 4 песни. Обложка была нарисована Хосе Арангуреном.

### InvaZion и Fragile Immortality (2012—2015)

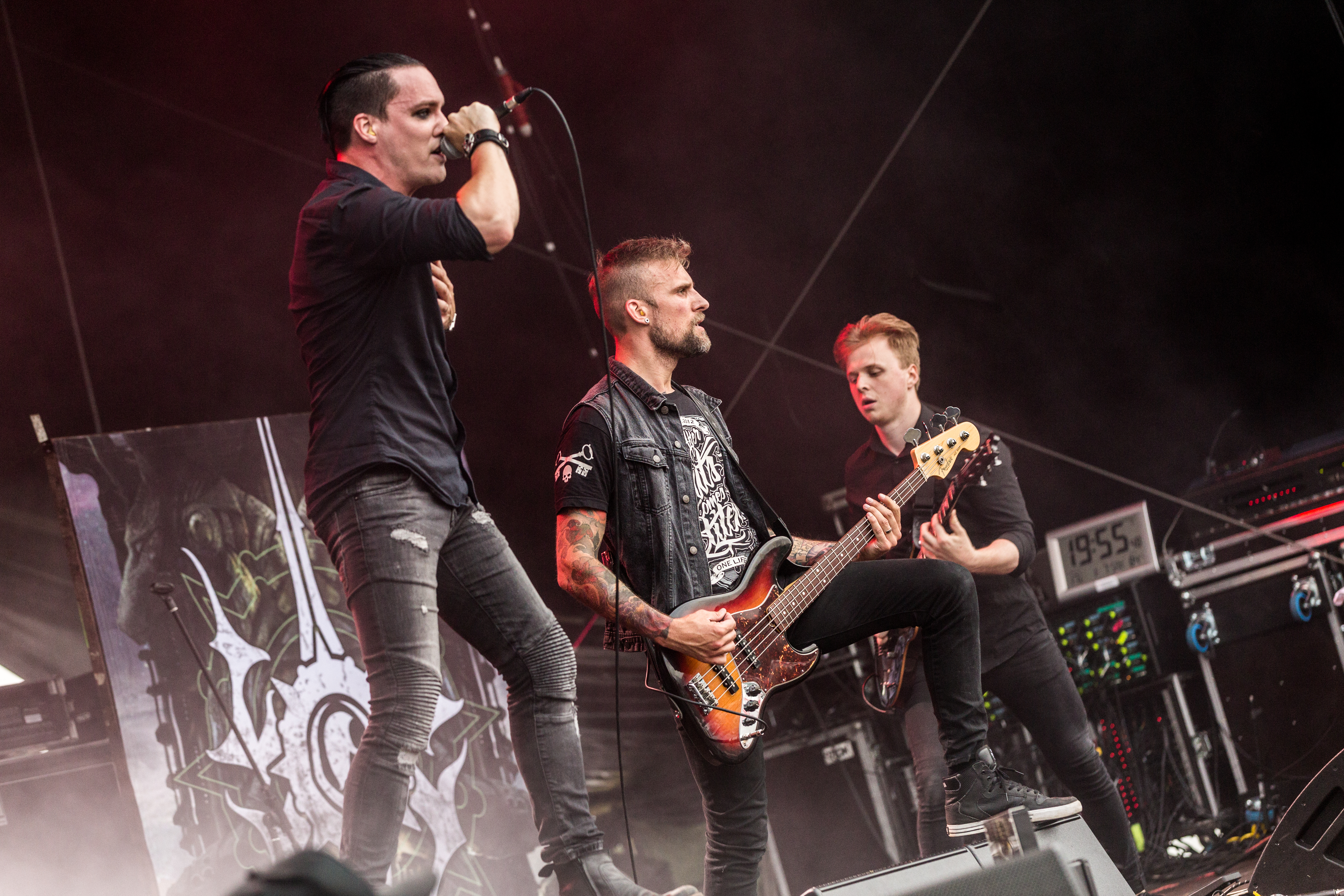
Музыкальный коллектив The Unguided на Metal Frenzy Festival 2017

21 декабря 2012 группа выпустила независимый EP InvaZion, состоящий из 2 песен: Singularity и Eye of the Thylacine. 21 ноября 2013 была объявлена даты выхода альбома Fragile Immortality:
- 31 Января — Германия/Австрия/Швейцария/Финляндия/Бенилюкс
- 3 Февраля — Великобритания/Другие страны Европы
- 5 Февраля — Испания/Швеция/Норвегия
- 11 Февраля — Северная Америка

Альбом вышел на лейбле Napalm Records и продолжил темы ранних текстов Sonic Syndicate, в частности в песнях Unguided Entity и Only Human.

## Состав
- Richard Sjunnesson — экстрим-вокал
- Jonathan Thorpenberg — соло-гитара, вокал
- Roger Sjunnesson — ритм-гитара, клавишные
- Richard Schill — ударные
- Fredrik Holmlund — бас-гитара
- Pontus Hjelm — клавишные (студийный участник)

### Бывшие участники
- John Bengtsson — ударные
- Roland Johansson — соло-гитара, вокал
- Henric Carlsson — бас-гитара

## Клипы
- Phoenix Down — 13 января 2012 года
- Betrayer of the Code — 19 сентября 2012 года
- Inception — 20 декабря 2013 года
- Eye Of The Thylacine — 19 декабря 2014
- Enraged — 30 января 2016
- Operation: E.A.E. — 2 марта 2016
- Heartseeker — 8 апреля 2016
- Nighttaker — 9 декабря 2016

## Дискография

### Singles
- 2011 — Betrayer Of The Code
- 2011 — Inherit the Earth
- 2012 — Phoenix Down
- 2012 — Deathwalker

### Albums/EP
- 2011 — Nightmareland (EP)
- 2011 — Hell Frost
- 2012 — InvaZion (EP)
- 2014 — Fragile Immortality
- 2014 — Fallen Angels (EP)
- 2016 — Lust And Loathing
- 2016 — Brotherhood (EP)
- 2017 — And The Battle Royale
- 2019 — Royalgatory (EP)
- 2020 — Father Shadow

### Other
- 2012 — Pandora’s Box (The Ultimate Hell Frost Collection: Where The Frost Rose Withers)